# Emily Jacir
Emily Jacir (Betlemme, 1970) è un'artista e produttrice cinematografica palestinese.
Vive e lavora tra New York e Ramallah.

## Biografia
Nata a Betlemme nel 1970 e cresciuta in Arabia Saudita, dopo il liceo a Roma ha frequentato l'Università di Dallas, dove ha conseguito il Bachelor of Arts, e il Memphis College of Art, dove ha conseguito il Master of Fine Arts.
Utilizza vari media, tra cui la fotografia, il video, l'audio, l'installazione. Uno dei suoi temi principali è il conflitto israelo-palestinese.
Il lavoro di Emily Jacir abbraccia un'ampia gamma di ambiti e di media - film, fotografia, installazioni, performance, video, interventi pubblici, scrittura e suono.
Dal 1994 Jacir ha esposto in Europa, America e nel Mondo Arabo. Ha avuto mostre personali al Beirut Art Center (2010), al Guggenheim Museum di New York (2009), al Kunstmuseum di St. Gallen (2008). Ha partecipato a documenta (13) (2012); a diverse Biennali di Venezia - 51° (2005), 52° (2007), 53° (2009), 54° (2011);
alla 15ª Biennale di Sydney (2006); alla Biennale 7 di Sharjah (2005); alla 8ª Biennale di Istanbul (2003).
Nel 2003 O.K Books, Vienna, ha pubblicato belongings, una monografia con una selezione dei lavori di Jacir dal 1998 al 2003. La sua seconda monografia è stata pubblicata nel 2008 da Verlag Fur Moderne Kunst, Norimberga, e nel 2012 Buchhandlung Walther König, Colonia, ha pubblicato ex libris, dal progetto esposto a documenta (13).
Nel 2012 Jacir ha fatto parte della Giuria del Festival internazionale del Cinema di Berlino - sezione Shorts, della Giuria del Festival internazionale del Film di Roma - sezione CinemaXXI, e del Comitato di selezione del Cda-Projects Grant for Artistic Research and Production, Istanbul.
Jacir è professore alla International Academy of Art Palestine di Ramallah dall'apertura nel 2006 e da allora fa parte del Consiglio Accademico. Ha partecipato al Comitato Curricolare del Home Workspace Program a Beirut nel 2010-2011 e ha diretto il primo anno di attività (2011-2012), stabilendo il curriculum e la
programmazione. È nel Consiglio Direttivo della Civitella Ranieri Foundation (PG).

## Musei
Elenco dei musei che espongono o hanno esposto opere dell'artista:
- Palazzo delle Papesse di Siena, Italia, nella mostra 'System Error: war is a force that gives us meanings'
- Khalil Sakakini Cultural Centre di Ramallah
- Oxford Modern Art Museum

## Riconoscimenti
- 2007 – LII Esposizione internazionale d'arte di Venezia: Leone d'oro a un artista under 40, «assegnato a una pratica artistica che si concentra sul tema dell'esilio in generale e sulla questione palestinese in particolare, senza tuttavia cadere nell'esotismo. Il lavoro esposto nel padiglione centrale ai Giardini rappresenta e amplifica la contaminazione fra cinema, materiale documentaristico, narrativa e suono».[3]
- 2007 – Premio Prince Claus, Paesi Bassi, «per la qualità delle sue opere d'arte intensamente evocative che trascendono il quadro nazionale e risuonano con gli esuli in tutto il mondo, per la sua resistenza all'ingiustizia e per i suoi tentativi, attraverso azioni culturali, di guarire le ferite del conflitto».[4]
- 2008 – Premio Hugo Boss della Solomon R. Guggenheim Foundation «per la sua rigorosa pratica concettuale – che comprende fotografia, video, performance e lavori basati su installazioni – testimonia una cultura lacerata dalla guerra e dagli sfollamenti. Come membro della diaspora palestinese, commenta le questioni della mobilità (o della sua mancanza), crisi di confine e amnesia storica attraverso progetti che portano alla luce narrazioni individuali ed esperienze collettive».[5]
- 2011 – Herb Alpert Award in the Arts del California Institute of the Arts.[6]
- 2023 – Premio Arts and Letters dell'American Academy of Arts and Letters, New York.[7]